# Неделчо Неделчев (растениевъд)
Вижте пояснителната страница за други личности с името Неделчо Неделчев.
Неделчо Неделчев Радев е български растениевъд и университетски преподавател, член-кореспондент на Българска академия на науките и академик на Академията на селскостопанските науки.

## Биография
Роден е на 18 октомври 1890 г. в Сливен. Поради масовото загиване на лозите в България, причинени от филоксерата е изпратен да следва с държавна стипендия агрономство в Монпелие, Франция, където завършва през 1912 г. През 1925 г. специализира в Монпелие, в 1933 г. в Нарбон, а през 1940 г. в Клостернойбург. През 1922 г. е избран за доцент, а от 1928 г. е професор. От 1931 до 1964 г. завежда катедрата по лозарство и винарство в Агрономическия факултет на Софийския университет. През 1936 – 1937 и 1944 – 1945 г. е декан на факултета, а от 1960 до 1962 г. е декан на Висшия селскостопански институт в София. В 1945 – 1946 г. е избран за пръв декан на Агрономо-лесовъдния факултет на Пловдивския университет. От 1961 г. е член-кореспондент на Българска академия на науките. От 1961 до 1969 г. заема длъжността секретар на Отделението по лозарство и зеленчукопроизводство при академията на селскостопанските науки. Директор е на Института по винарство в София.
От 1937 до 1947 г. е председател на Българския лозарски съюз. Член е на Италианската академия по лозата и виното в Сиена и на Френската земеделска академия в Париж. Подпредседател е на Международната служба за лозата и виното в Париж.
Умира на 10 юни 1969 г. в София.

## Научна дейност
Взема участие в изследването на сортовия състав на лозите, причините за изресяването и безсеменността при културните сортове. Създател е на три сорта лози. Участва в районирането на лозовите сортове, както и в създаването на промишлени лозови насаждения в България.

## Научни трудове
По-значими негови трудове са:
- „Пълен курс по винарство“ (1926)
- „Афузали. Монография на сорта“ (1931)
- „Ранозреещи сортове лози“ (1952)
- „Проучване върху високите формировки при безсеменните сортове лози“ (1968)